# Fétuque des prés
Festuca pratensis
Espèce

Festuca pratensis, la fétuque des prés, est une espèce de plantes monocotylédones de la famille des Poaceae (graminées), originaire d'Eurasie et d'Afrique du Nord.
Ce sont des plantes herbacées vivaces, cespiteuses, aux tiges dressées de 50 à 130 cm de haut, aux inflorescences en panicules. L'espèce a été introduite dans la plupart des régions tempérées du monde, notamment en Amérique du Nord et du Sud ainsi qu'en Australasie.

## Description

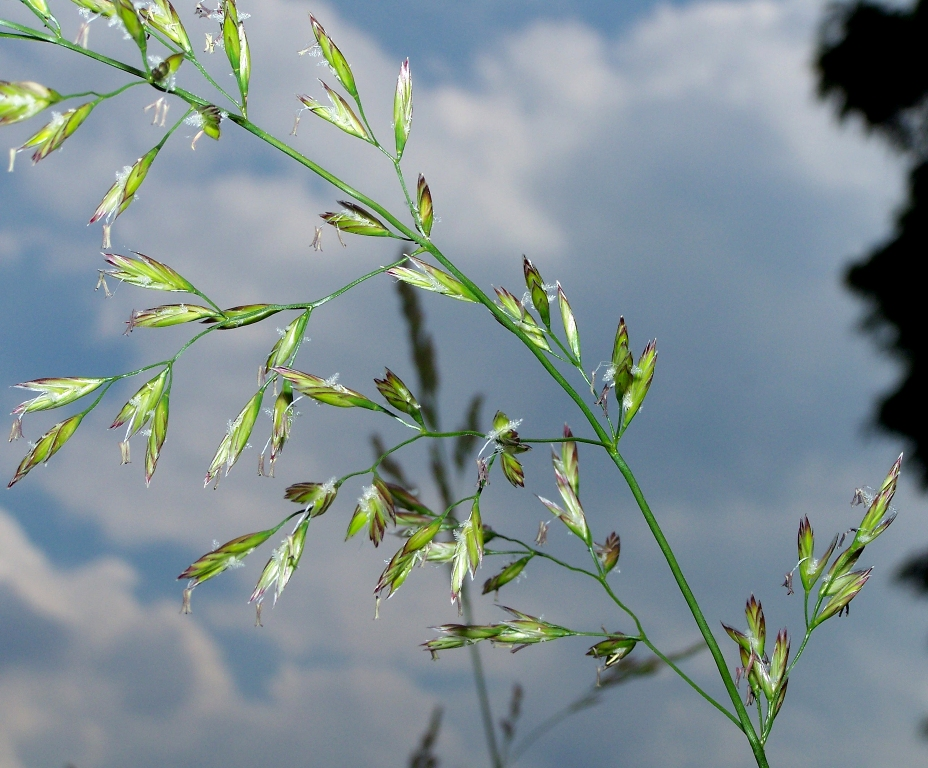
Inflorescence.

C'est une plante à feuilles nombreuses, linéaires, à tiges s'élevant à environ 1 mètre de hauteur (faisant donc partie de la strate herbacée) à panicule assez ample, droite ou un peu penchée, de couleur verdâtre, fleurissant de mai en juillet.
Les feuilles sont souples, larges et d'un vert soutenu. Elle pousse naturellement dans les vieilles prairies.

## Distribution et habitat
L'aire de répartition originelle de la fétuque des prés comprend l'Afrique du Nord, du Maroc à l'Égypte, l'Asie tempérée, de la Turquie à la Sibérie orientale, y compris le Caucase et l'Asie centrale, le sous-continent indien (Pakistan), et l'Europe, de la Russie au Royaume-Uni et de l'Estonie à l'Espagne. Cette aire d'origine est toutefois incertaine compte tenu de l'utilisation ancienne de cette plante comme fourrage.
L'espèce a été introduite dans toutes les régions tempérées où elle s'est largement naturalisée. Elle a été introduite en particulier en Extrême-Orient (Chine, Japon, Taïwan) ainsi que dans les îles du Pacifique (Hawaï), en Amérique du Sud, notamment en Argentine, et en Amérique du Nord (États-Unis, Canada). En Australie elle est présente dans cinq provinces principalement près des côtes sud et sud-est.
La fétuque des prés est principalement une espèces des pâturages et des habitats perturbés. En Europe, dans son aire naturelle, on la rencontre dans les champs cultivés, mais elle est limitée aux habitats ouverts dans les zones non perturbées.
Dans les régions où elle a été introduite, on la trouve aussi dans les terres agricoles et autres habitats artificiels.
Aux États-Unis, elle est présente dans les forêts de chêne blanc (Quercus alba).
C'est une espèce qui peut devenir envahissante lorsqu'elle est introduite hors de son aire naturelle, en particulier dans les zones ripariennes, les forêts et les prairies, où elle peut contribuer à réduire la biodiversité indigène.
Elle peut représenter une menace pour certaines espèces rares dans ces écosystèmes, comme Physaria globosa, espèce de Brassicaceae menacée d'extinction aux États-Unis.

## Utilisation
La fétuque des prés est cultivée comme plante fourragère, c'est la graminée fourragère des climats tempérés qui présente la plus grande valeur énergétique. Elle résiste bien au froid et à l'humidité, par contre le sec est très mauvais pour son rendement
Plus de 90 variétés sont inscrites au catalogue européen des espèces et variétés et plus de 40 variétés au catalogue officiel français.
La fétuque des prés est une des graminées les plus employées; elle est productive, demi-tardive ou tardive; son foin est un peu gros, mais de bonne qualité; c'est une des meilleures plantes pour les prés bas et surtout pour les pâtures en terrains frais et riches, où sa maturité tardive présente moins d'inconvénients que dans les prés à faucher, d'autant qu'elle repousse vite, vigoureusement et remonte quelquefois.
La fétuque des prés donne un foin un peu dur mais excellent pour l'engraissement, en mélange avec la fléole, le trèfle, la luzerne, ou bien encore en y ajoutant du brome et du trèfle violet.
On préconise le semis en août-septembre de façon à avoir une récolte l'année suivante. Au bout de 3 à 6 ans les prairies de Fétuque des prés commencent à s'épuiser à moins qu'on ne leur applique chaque année un engrais en couverture. Elle convient bien pour l'établissement de prairies de longue durée, à flore complexe ou non, en terrains humides et même inondables.
La fétuque des prés est sensiblement équivalente comme fourrage à la fléole, résiste un peu moins au froid, un peu mieux à la sécheresse.

## Taxinomie
La fétuque des prés a été décrite en 1762 sous le nom de Festuca pratensis par le botaniste britannique William Hudson et publiée dans sa Flora Anglica 37. 1762.
Cette espèce a connu une histoire taxinomique récente plutôt instable, certains auteurs lui attribuant divers noms scientifiques tels que Festuca elatior, Schedonorus pratensis ou Lolium pratensis.

### Synonymes
Selon Catalogue of Life (5 juillet 2017) :
- Bromus pratensis (Huds.) Spreng., nom. illeg.
- Bucetum pratense (Huds.) Parn.
- Festuca americana (Pers.) F.Dietr.
- Festuca apennina De Not.
- Festuca arctica Schur, nom. inval.
- Festuca australis Schur, nom. illeg.
- Festuca curvata P.Beauv.
- Festuca glabra Spreng., nom. illeg.
- Festuca heteromalla Pourr.
- Festuca multiflora C.Presl, nom. illeg.
- Festuca pluriflora Schult.
- Festuca poioides Michx., nom. illeg.
- Festuca pubescens Prodán, nom. illeg.
- Festuca radicans (Dumort.) Steud.
- Lolium pratense (Huds.) Darbysh.
- Poa curvata P.Beauv., nom. nud.
- Poa intermedia Koeler
- Schedonorus americanus (Pers.) Roem. & Schult.
- Schedonorus apenninus (De Not.) Tzvelev
- Schedonorus curvatus P.Beauv., nom. nud.
- Schedonorus pluriflorus (Schult.) Bergmeier & H.Scholz
- Schedonorus pratensis (Huds.) P.Beauv.
- Schedonorus radicans Dumort.
- Tragus pratensis (Huds.) Panz.

### Liste des sous-espèces et variétés
Selon Tropicos (5 juillet 2017) (Attention liste brute contenant possiblement des synonymes) :
- sous-espèce Festuca pratensis subsp. apennina (De Not.) Hegi
- sous-espèce Festuca pratensis subsp. pratensis
- variété Festuca pratensis var. loliacea (Huds.) St.-Amans